# Clair
Clair är en poplåt komponerad och utgiven av Gilbert O'Sullivan. Den utgavs som singel 1972, och medtogs på de brittiska och amerikanska versionerna av studioalbumet Back to Front. På de tyska pressningarna var låten utbytt mot "Alone Again (Naturally)". Låten producerades av Gordon Mills och blev en av O'Sullivans stora internationella hitlåtar.
Låten är döpt efter dottern till producenten Gordon Mills, som också kan höras skratta i slutet av låten. Först kan den tyckas handla om en vanlig kärleksrelation, men visar sig snart handla om en barnvakts känslor inför ett barn.

## Listplaceringar
| Lista (1972-1973) | Position              |
| ----------------- | --------------------- |
| Australien        | 13 (Go Set)           |
| Danmark           | 2 (DR "Tipparaden")   |
| Finland           | 25                    |
| Flandern          | 1                     |
| Frankrike         | 3                     |
| Irland            | 1                     |
| Kanada            | 1 (RPM)               |
| Nederländerna     | 4                     |
| Norge             | 1 (VG-lista)          |
| Nya Zeeland       | 2 (NZ Listner)        |
| Spanien           | 3                     |
| Storbritannien    | 1 (UK Singles Chart)  |
| Sverige           | 6 (Kvällstoppen)      |
| Sverige           | 2 (Tio i topp)        |
| USA               | 2 (Billboard Hot 100) |
| Västtyskland      | 12                    |